# Người Estonia
Người Estonia (tiếng Estonia: eestlased) là một dân tộc Finn liên quan đến người Phần Lan.
Người Estonia có tổng dân số năm 2019 khoảng 1,1 triệu, cư trú tại 23 quốc gia . Người Estonia là dân tộc chính của Cộng hòa Estonia, một quốc gia nằm ở phía nam của Phần Lan và vịnh Phần Lan, với số người là 854.000, chiếm 65% tổng dân số quốc gia là 1,305 triệu.
Ngôn ngữ của họ, tiếng Estonia (tiếng Estonia: eesti keel), thuộc về nhóm ngôn ngữ Finn.
Tuy về mặt địa lý, Estonia được xếp vào các nước Baltic, người Estonia về ngôn ngữ, văn hóa, và lịch sử lại liên quan nhiều hơn đến người Phần Lan-cả hai đều là các dân tộc Finn.